# Афленц-Ланд
Афленц-Ланд (нем. Aflenz Land) — расформированная коммуна (нем. Gemeinde) в Австрии, входившая в состав округа Брукк-ан-дер-Мур (федеральная земля Штирия). Население по состоянию на 31 декабря 2005 года составляло 1647 человек. Занимает площадь 39 км². Официальный код  —  60202.
1 января 2015 года в результате административно-территориальной реформы Штирии на основе коммун Афленц-Ланд и Афленц-Курорт была образована новая ярмарочная коммуна Афленц.

## Политическая ситуация
Бургомистр коммуны — Петер Поллерус (АНП) по результатам выборов 2005 года.
Совет представителей коммуны (нем. Gemeinderat) состоит из 15 мест.
- АНП занимает 8 мест.
- СДПА занимает 7 мест.